# Fish Lake (Indiana)
Fish Lake es un lugar designado por el censo ubicado en el condado de LaPorte en el estado estadounidense de Indiana. En el Censo de 2010 tenía una población de 1016 habitantes y una densidad poblacional de 208,11 personas por km².

## Geografía
Fish Lake se encuentra ubicado en las coordenadas 41°33′32″N 86°32′45″O / 41.55889, -86.54583. Según la Oficina del Censo de los Estados Unidos, Fish Lake tiene una superficie total de 4.88 km², de la cual 3.99 km² corresponden a tierra firme y (18.25%) 0.89 km² es agua.

## Demografía
Según el censo de 2010, había 1016 personas residiendo en Fish Lake. La densidad de población era de 208,11 hab./km². De los 1016 habitantes, Fish Lake estaba compuesto por el 97.64% blancos, el 0.49% eran afroamericanos, el 0.2% eran amerindios, el 0.1% eran asiáticos, el 0% eran isleños del Pacífico, el 0.3% eran de otras razas y el 1.28% pertenecían a dos o más razas. Del total de la población el 2.36% eran hispanos o latinos de cualquier raza.